# El anticristo (comedia)
El anticristo es una comedia original de Juan Ruiz de Alarcón, publicada por primera vez en la Parte segunda de las comedias del licenciado Juan Ruiz de Alarcón y Mendoza, Relator del Consejo de Indias. (Barcelona: Sebastián de Cormellas, 1634).

## Análisis
Fue compuesta entre 1623 y 1625. Durante su estreno ocurrió un incidente que relata Luis de Góngora a Hortensio Félix Paravicino:

La comedia, digo El anticristo, de don Juan de Alarcón, se estrenó el miércoles pasado. Echáronselo a perder aquel día con cierta redomilla que enterraron en medio del patio, de olor tan infernal, que desmayó a muchos de los que no pudieron salir aprisa.

Este suceso aconteció cuando el actor que representaba al ángel se negó a volar y fue sustituido por una de las actrices. El incidente fue aprovechado por el mismo Góngora para burlarse de Alarcón en uno de sus sonetos y Lope de Vega fue encarcelado, acusado de colocar la redoma.
Es una obra de correcta versificación, que relata la historia del Anticristo, villano por excelencia del teatro alarconiano. Este ser infernal, descendiente de Judas Iscariote, comete una retahíla de horrendos crímenes que al final son castigados por un ángel y dos personajes: Sofía, encarnación de lo humano, y Balán, símbolo de la naturaleza, dos mundos unidos para vencer al mal.